# Elisabete Weiderpass
Elisabete Weiderpass-Vainio (née en 1966) est une chercheuse brésilienne sur le cancer qui est directrice du Centre international de recherche sur le cancer depuis 2019. Ses recherches portent sur l'épidémiologie et la prévention du cancer.

## Enfance et éducation
Weiderpass est originaire de Santo André, São Paulo. Dans une interview avec The Lancet, elle a expliqué qu'elle avait grandi dans une famille de la classe ouvrière et qu'il n'était pas clair si elle irait ou non à l'université. Ses parents l'ont encouragée à poursuivre ses études et elle a obtenu une bourse pour étudier la médecine à l'Université fédérale de Pelotas dans le sud du Brésil. Au cours de son diplôme de premier cycle, Weiderpass s'est de plus en plus intéressée à l'épidémiologie et à la santé publique. Elle est restée à l'Université fédérale de Pelotas (en) pour ses études supérieures, où elle a obtenu une maîtrise en épidémiologie. Weiderpass a déménagé à l'Institut Karolinska pour ses études de doctorat, où elle a étudié l'étiologie du cancer de l'endomètre Sa thèse est intitulée « Some hormonal factors in the etiology of endometrial cancer » (1999).  

## Recherche et carrière
Au début des années 2000, Weiderpass a commencé à travailler en Afrique subsaharienne avec le Centre international de recherche sur le cancer. Ces expériences ont inspiré une carrière axée sur la réduction des inégalités dans le diagnostic et le traitement du cancer. Elle a développé et dispensé des programmes de formation pour les médecins et chercheurs africains. Parmi ses étudiants figure Jackson Orem (en), qui est devenu directeur de l'Institut du cancer de l'Ouganda (en). En 2005, elle est retournée à l'Institut Karolinska, où elle a continué à étudier l'épidémiologie du cancer. Ses recherches portent sur la santé des femmes, avec un accent particulier sur l'identification des facteurs de risque de certaines formes de cancer. Elle était responsable de la Collaboration ougandaise des maladies infectieuses. Weiderpass a découvert que plusieurs facteurs de risque liés au mode de vie, tels que le tabagisme, l'alimentation et l'obésité, peuvent avoir un impact marqué sur la probabilité qu'une personne souffre d'un cancer. 
En 2007, Weiderpass a été nommée chef du groupe d'épidémiologie génétique au centre de recherche Folkhälsan à Helsinki, où elle a passé plus de dix ans. Dans le même temps, elle supervisait le Registre du cancer de Norvège, qui est situé à l'Institut de recherche sur le cancer basée sur la population à Oslo, ainsi qu'à l'Université de Tromsø et à l'École de médecine de Yale (en).
Weiderpass a été élue directrice du Centre international de recherche sur le cancer en 2019,,.  L'agence est basée à Lyon et Weiderpass est la première femme à occuper ce poste,. En 2020, elle a lancé le World Cancer Report, qui donne un aperçu de la recherche actuelle sur le cancer et des informations sur les stratégies de prévention du cancer. Elle s'est associée à la Société européenne d'oncologie médicale en 2020, travaillant ensemble pour proposer une série de webinaires et de modules d'apprentissage en ligne axés sur l'élimination du cancer. 

## Prix et distinctions
- 2017 Fellow de l'Académie européenne des sciences du cancer[10]
- 2017 Gansu Foreign Experts Administration Dunhuang Award pour l'expert étranger exceptionnel [10]

## Publications (sélection)
- (en) Roger VL, Go AS, Lloyd-Jones DM, Benjamin EJ, Berry JD, Borden WB, Bravata DM, Dai S, Ford ES, Fox CS, Fullerton HJ, Gillespie C, Hailpern SM, Heit JA, Howard VJ, Kissela BM, Kittner SJ, Lackland DT, Lichtman JH, Lisabeth LD, Makuc DM, Marcus GM, Marelli A, Matchar DB, Moy CS, Mozaffarian D, Mussolino ME, Nichol G, Paynter NP, Soliman EZ, Sorlie PD, Sotoodehnia N, Turan TN, Virani SS, Wong ND, Woo D et Turner MB, « Heart disease and stroke statistics--2012 update: a report from the American Heart Association », Circulation, Lippincott Williams & Wilkins (d), vol. 125, no 1,‎ 3 janvier 2012, e2-e220 (ISSN 0009-7322 et 1524-4539, OCLC 1554748, PMID 22179539, PMCID 4440543, DOI 10.1161/CIR.0B013E31823AC046).
- (en) Marie Ng, Tom Fleming, Margaret Robinson, Blake Thomson, Nicholas Graetz, Christopher Margono, Erin C Mullany, Stan Biryukov, Cristiana Abbafati, Semaw Ferede Abera, Jerry P Abraham, Niveen M E Abu-Rmeileh, Tom Achoki, Fadia AlBuhairan, Zewdie A Alemu, Rafael Alfonso, Mohammed K Ali, Raghib Ali, Nelson Alvis Guzman, Walid Ammar, Palwasha Anwari, Amitava Banerjee, Simon Barquera, Sanjay Basu, Derrick A Bennett, Zulfiqar Bhutta, Jed Blore, Norberto Cabral, Ismael Campos Nonato, Jung-Chen Chang, Rajiv Chowdhury, Karen Courville de Vaccaro, Michael H Criqui, David Cundiff, Kaustubh C Dabhadkar, Lalit Dandona, Adrian Davis, Anand Dayama, Samath D Dharmaratne, Eric Ding, Adnan M Durrani, Alireza Esteghamati, Farshad Farzadfar, Derek F J Fay, Valery Feigin, Abraham Flaxman, Mohammad H Forouzanfar, Atsushi Goto, Mark A Green, Rajeev Gupta, Nima Hafezi-Nejad, Graeme J Hankey, Heather C Harewood, Rasmus Havmoeller, Simon I. Hay, Lucia Hernandez, Abdullatif Husseini, Bulat T Idrisov, Nayu Ikeda, Farhad Islami, Eiman Jahangir, Simerjot K Jassal, Sun Ha Jee, Mona Jeffreys, Jost B Jonas, Edmond K Kabagambe, Shams Eldin Ali Hassan Khalifa, André Pascal Kengne, Yousef Saleh Khader, Young-Ho Khang, Daniel J Kim, Ruth W Kimokoti, Jonas M Kinge, Yoshihiro Kokubo, Soewarta Kosen, Gene F Kwan, Taavi Lai, Mall Leinsalu, Yichong Li, Xiaofeng Liang, Shiwei Liu, Giancarlo Logroscino, Paulo Andrade Lotufo, Yuan Lu, Jixiang Ma, Nana Kwaku Mainoo, George A Mensah, Tony Merriman, Ali H Mokdad, Joanna Moschandreas, Mohsen Naghavi, Aliya Naheed, Devina Nand, K M Venkat Narayan, Erica Leigh Nelson, Marian L Neuhouser, Muhammad Imran Nisar, Takayoshi Ohkubo, Samuel O Oti, Andrea Pedroza, Dorairaj Prabhakaran, Nobhojit Roy, Uchechukwu Sampson, Hyeyoung Seo, Sadaf G. Sepanlou, Kenji Shibuya, Rahman Shiri, Ivy Shiue, Gitanjali M Singh, Jasvinder A Singh, Vegard Skirbekk, Nicolas J C Stapelberg, Lela Sturua, Bryan L Sykes, Martin Tobias, Bach X Tran, Leonardo Trasande, Hideaki Toyoshima, Steven van de Vijver, Tommi J Vasankari, Lennert Veerman, Gustavo Velasquez-Melendez, Vasily Vlasov, Stein Emil Vollset, Theo Vos, Claire Wang, XiaoRong Wang, Elisabete Weiderpass, Andrea Werdecker, Jonathan L Wright, Y Claire Yang, Hiroshi Yatsuya, Jihyun Yoon, Seok-Jun Yoon, Yong Zhao, Maigeng Zhou, Shankuan Zhu, Alan D Lopez, Christopher J L Murray et Emmanuela Gakidou, « Global, regional, and national prevalence of overweight and obesity in children and adults during 1980-2013: a systematic analysis for the Global Burden of Disease Study 2013 », The Lancet, Elsevier, vol. 384, no 9945,‎ 30 août 2014, p. 766-781 (ISSN 0140-6736 et 1474-547X, OCLC 01755507, PMID 24880830, PMCID 4624264, DOI 10.1016/S0140-6736(14)60460-8).
- (en) Mohammad H Forouzanfar, Ashkan Afshin, Lily T Alexander, H Ross Anderson, Zulfiqar A Bhutta, Stan Biryukov, Michael Brauer, Richard Burnett, Kelly Cercy, Fiona J Charlson, Aaron J Cohen, Lalit Dandona, Kara Estep, Alize J Ferrari, Joseph J Frostad, Nancy Fullman, Peter W Gething, William W Godwin, Max Griswold, Simon I Hay, Yohannes Kinfu, Hmwe H Kyu, Heidi J Larson, Xiaofeng Liang, Stephen S Lim, Patrick Y Liu, Alan D Lopez, Rafael Lozano, Laurie Marczak, George A Mensah, Ali H Mokdad, Maziar Moradi-Lakeh, Mohsen Naghavi, Bruce Neal, Marissa B Reitsma, Gregory A Roth, Joshua A Salomon, Patrick J Sur, Theo Vos, Joseph A Wagner, Haidong Wang, Yi Zhao, Maigeng Zhou, Gunn Marit Aasvang, Amanuel Alemu Abajobir, Kalkidan Hassen Abate, Cristiana Abbafati, Kaja M Abbas, Foad Abd-Allah, Abdishakur M Abdulle, Semaw Ferede Abera, Biju Abraham, Laith J Abu-Raddad, Gebre Yitayih Abyu, Akindele Olupelumi Adebiyi, Isaac Akinkunmi Adedeji, Zanfina Ademi, Arsène Kouablan Adou, José C Adsuar, Emilie Elisabet Agardh, Arnav Agarwal, Anurag Agrawal, Aliasghar Ahmad Kiadaliri, Oluremi N Ajala, Tomi F Akinyemiju, Ziyad Al-Aly, Khurshid Alam, Noore K M Alam, Saleh Fahed Aldhahri, Robert William Aldridge, Zewdie Aderaw Alemu, Raghib Ali, Ala'a Alkerwi, François Alla, Peter Allebeck, Ubai Alsharif, Khalid A Altirkawi, Elena Alvarez Martin, Nelson Alvis-Guzman, Azmeraw T Amare, Alemayehu Amberbir, Adeladza Kofi Amegah, Heresh Amini, Walid Ammar, Stephen Marc Amrock, Hjalte H Andersen, Benjamin O Anderson, Carl Abelardo T Antonio, Palwasha Anwari, Johan Ärnlöv, Al Artaman, Hamid Asayesh, Rana Jawad Asghar, Reza Assadi, Suleman Atique, Euripide Frinel G Arthur Avokpaho, Ashish Awasthi, Beatriz Paulina Ayala Quintanilla, Peter Azzopardi, Umar Bacha, Alaa Badawi, Maria C Bahit, Kalpana Balakrishnan, Aleksandra Barac, Ryan M Barber, Suzanne L Barker-Collo, Till Bärnighausen, Simon Barquera, Lars Barregard, Lope H Barrero, Sanjay Basu, Carolina Batis, Shahrzad Bazargan-Hejazi, Justin Beardsley, Neeraj Bedi, Ettore Beghi, Brent Bell, Michelle L Bell, Aminu K Bello, Derrick A Bennett, Isabela M Bensenor, Adugnaw Berhane, Eduardo Bernabé, Balem Demtsu Betsu, Addisu Shunu Beyene, Neeraj Bhala, Anil Bhansali, Samir Bhatt, Sibhatu Biadgilign, Boris Bikbov, Donal Bisanzio, Espen Bjertness, Jed D Blore, Rohan Borschmann, Soufiane Boufous, Rupert R A Bourne, Michael Brainin, Alexandra Brazinova, Nicholas J K Breitborde, Hermann Brenner, David M Broday, Traolach S Brugha, Bert Brunekreef, Zahid A Butt, Leah E Cahill, Bianca Calabria, Ismael Ricardo Campos-Nonato, Rosario Cárdenas, David O Carpenter, Juan Jesus Carrero, Daniel C Casey, Carlos A Castañeda-Orjuela, Jacqueline Castillo Rivas, Ruben Estanislao Castro, Ferrán Catalá-López, Jung-Chen Chang, Peggy Pei-Chia Chiang, Mirriam Chibalabala, Odgerel Chimed-Ochir, Vesper Hichilombwe Chisumpa, Abdulaal A Chitheer, Jee-Young Jasmine Choi, Hanne Christensen, Devasahayam Jesudas Christopher, Liliana G Ciobanu, Matthew M Coates, Samantha M Colquhoun, Alejandra G Contreras Manzano, Leslie Trumbull Cooper, Kimberly Cooperrider, Leslie Cornaby, Monica Cortinovis, John A Crump, Lucia Cuevas-Nasu, Albertino Damasceno, Rakhi Dandona, Sarah C Darby, Paul I Dargan, José das Neves, Adrian C Davis, Kairat Davletov, E Filipa de Castro, Vanessa De la Cruz-Góngora, Diego De Leo, Louisa Degenhardt, Liana C Del Gobbo, Borja del Pozo-Cruz, Robert P Dellavalle, Amare Deribew, Don C Des Jarlais, Samath D Dharmaratne, Preet K Dhillon, Cesar Diaz-Torné, Daniel Dicker, Eric L Ding, E Ray Dorsey, Kerrie E Doyle, Tim R Driscoll, Leilei Duan, Manisha Dubey, Bruce Bartholow Duncan, Iqbal Elyazar, Aman Yesuf Endries, Sergey Petrovich Ermakov, Holly E Erskine, Babak Eshrati, Alireza Esteghamati, Saman Fahimi, Emerito Jose Aquino Faraon, Talha A Farid, Carla Sofia e Sa Farinha, André Faro, Maryam S Farvid, Farshad Farzadfar, Valery L Feigin, Seyed-Mohammad Fereshtehnejad, Jefferson G Fernandes, Florian Fischer, Joseph R A Fitchett, Tom Fleming, Nataliya Foigt, Kyle Foreman, F Gerry R Fowkes, Richard C Franklin, Thomas Fürst, Neal D Futran, Emmanuela Gakidou, Alberto L Garcia-Basteiro, Tsegaye Tewelde Gebrehiwot, Amanuel Tesfay Gebremedhin, Johanna M Geleijnse, Bradford D Gessner, Ababi Zergaw Giref, Maurice Giroud, Melkamu Dedefo Gishu, Giorgia Giussani, Shifalika Goenka, Mari Carmen Gomez-Cabrera, Hector Gomez-Dantes, Philimon Gona, Amador Goodridge, Sameer Vali Gopalani, Carolyn C Gotay, Atsushi Goto, Hebe N Gouda, Harish Chander Gugnani, Francis Guillemin, Yuming Guo, Rahul Gupta, Rajeev Gupta, Reyna A Gutiérrez, Juanita A Haagsma, Nima Hafezi-Nejad, Demewoz Haile, Gessessew Bugssa Hailu, Yara A Halasa, Randah Ribhi Hamadeh, Samer Hamidi, Alexis J Handal, Graeme J Hankey, Yuantao Hao, Hilda L Harb, Sivadasanpillai Harikrishnan, Josep Maria Haro, Mohammad Sadegh Hassanvand, Tahir Ahmed Hassen, Rasmus Havmoeller, Ileana Beatriz Heredia-Pi, Norberto Francisco Hernández-Llanes, Pouria Heydarpour, Hans W Hoek, Howard J Hoffman, Masako Horino, Nobuyuki Horita, H Dean Hosgood, Damian G Hoy, Mohamed Hsairi, Aung Soe Htet, Guoqing Hu, John J Huang, Abdullatif Husseini, Sally J Hutchings, Inge Huybrechts, Kim Moesgaard Iburg, Bulat T Idrisov, Bogdan Vasile Ileanu, Manami Inoue, Troy A Jacobs, Kathryn H Jacobsen, Nader Jahanmehr, Mihajlo B Jakovljevic, Henrica A F M Jansen, Simerjot K Jassal, Mehdi Javanbakht, Sudha P Jayaraman, Achala Upendra Jayatilleke, Sun Ha Jee, Panniyammakal Jeemon, Vivekanand Jha, Ying Jiang, Tariku Jibat, Ye Jin, Catherine O Johnson, Jost B Jonas, Zubair Kabir, Yogeshwar Kalkonde, Ritul Kamal, Haidong Kan, André Karch, Corine Kakizi Karema, Chante Karimkhani, Amir Kasaeian, Anil Kaul, Norito Kawakami, Dhruv S Kazi, Peter Njenga Keiyoro, Laura Kemmer, Andrew Haddon Kemp, Andre Pascal Kengne, Andre Keren, Chandrasekharan Nair Kesavachandran, Yousef Saleh Khader, Abdur Rahman Khan, Ejaz Ahmad Khan, Gulfaraz Khan, Young-Ho Khang, Shahab Khatibzadeh, Sahil Khera, Tawfik Ahmed Muthafer Khoja, Jagdish Khubchandani, Christian Kieling, Cho-il Kim, Daniel Kim, Ruth W Kimokoti, Niranjan Kissoon, Miia Kivipelto, Luke D Knibbs, Yoshihiro Kokubo, Jacek A Kopec, Parvaiz A Koul, Ai Koyanagi, Michael Kravchenko, Hans Kromhout, Hans Krueger, Tiffany Ku, Barthelemy Kuate Defo, Ricardo S Kuchenbecker, Burcu Kucuk Bicer, Ernst J Kuipers, G Anil Kumar, Gene F Kwan, Dharmesh Kumar Lal, Ratilal Lalloo, Tea Lallukka, Qing Lan, Anders Larsson, Asma Abdul Latif, Alicia Elena Beatriz Lawrynowicz, Janet L Leasher, James Leigh, Janni Leung, Miriam Levi, Xiaohong Li, Yichong Li, Juan Liang, Shiwei Liu, Belinda K Lloyd, Giancarlo Logroscino, Paulo A Lotufo, Raimundas Lunevicius, Michael MacIntyre, Mahdi Mahdavi, Marek Majdan, Azeem Majeed, Reza Malekzadeh, Deborah Carvalho Malta, Wondimu Ayele Ayele Manamo, Chabila C Mapoma, Wagner Marcenes, Randall V Martin, Jose Martinez-Raga, Felix Masiye, Kunihiro Matsushita, Richard Matzopoulos, Bongani M Mayosi, John J McGrath, Martin McKee, Peter A Meaney, Catalina Medina, Alem Mehari, Fabiola Mejia-Rodriguez, Alemayehu B Mekonnen, Yohannes Adama Melaku, Ziad A Memish, Walter Mendoza, Gert B M Mensink, Atte Meretoja, Tuomo J Meretoja, Yonatan Moges Mesfin, Francis Apolinary Mhimbira, Anoushka Millear, Ted R Miller, Edward J Mills, Mojde Mirarefin, Awoke Misganaw, Charles N Mock, Alireza Mohammadi, Shafiu Mohammed, Glen Liddell D Mola, Lorenzo Monasta, Julio Cesar Montañez Hernandez, Marcella Montico, Lidia Morawska, Rintaro Mori, Dariush Mozaffarian, Ulrich O Mueller, Erin Mullany, John Everett Mumford, Gudlavalleti Venkata Satyanarayana Murthy, Jean B Nachega, Aliya Naheed, Vinay Nangia, Nariman Nassiri, John N Newton, Marie Ng, Quyen Le Nguyen, Muhammad Imran Nisar, Patrick Martial Nkamedjie Pete, Ole F Norheim, Rosana E Norman, Bo Norrving, Luke Nyakarahuka, Carla Makhlouf Obermeyer, Felix Akpojene Ogbo, In-Hwan Oh, Olanrewaju Oladimeji, Pedro R Olivares, Helen Olsen, Bolajoko Olubukunola Olusanya, Jacob Olusegun Olusanya, John Nelson Opio, Eyal Oren, Ricardo Orozco, Alberto Ortiz, Erika Ota, Mahesh PA, Adrian Pana, Eun-Kee Park, Charles D Parry, Mahboubeh Parsaeian, Tejas Patel, Angel J Paternina Caicedo, Snehal T Patil, Scott B Patten, George C Patton, Neil Pearce, David M Pereira, Norberto Perico, Konrad Pesudovs, Max Petzold, Michael Robert Phillips, Frédéric B Piel, Julian David Pillay, Dietrich Plass, Suzanne Polinder, Constance D Pond, C Arden Pope, Daniel Pope, Svetlana Popova, Richie G Poulton, Farshad Pourmalek, Noela M Prasad, Mostafa Qorbani, Rynaz H S Rabiee, Amir Radfar, Anwar Rafay, Vafa Rahimi-Movaghar, Mahfuzar Rahman, Mohammad Hifz Ur Rahman, Sajjad Ur Rahman, Rajesh Kumar Rai, Sasa Rajsic, Murugesan Raju, Usha Ram, Saleem M Rana, Kavitha Ranganathan, Puja Rao, Christian Aspacia Razo García, Amany H Refaat, Colin D Rehm, Jürgen Rehm, Nikolas Reinig, Giuseppe Remuzzi, Serge Resnikoff, Antonio L Ribeiro, Juan A Rivera, Hirbo Shore Roba, Alina Rodriguez, Sonia Rodriguez-Ramirez, David Rojas-Rueda, Yesenia Roman, Luca Ronfani, Gholamreza Roshandel, Dietrich Rothenbacher, Ambuj Roy, Muhammad Muhammad Saleh, Juan R Sanabria, Lidia Sanchez-Riera, Maria Dolores Sanchez-Niño, Tania G Sánchez-Pimienta, Logan Sandar, Damian F Santomauro, Itamar S Santos, Rodrigo Sarmiento-Suarez, Benn Sartorius, Maheswar Satpathy, Miloje Savic, Monika Sawhney, Josef Schmidhuber, Maria Inês Schmidt, Ione J C Schneider, Ben Schöttker, Aletta E Schutte, David C Schwebel, James G Scott, Soraya Seedat, Sadaf G Sepanlou, Edson E Servan-Mori, Gavin Shaddick, Amira Shaheen, Saeid Shahraz, Masood Ali Shaikh, Teresa Shamah Levy, Rajesh Sharma, Jun She, Sara Sheikhbahaei, Jiabin Shen, Kevin N Sheth, Peilin Shi, Kenji Shibuya, Mika Shigematsu, Min-Jeong Shin, Rahman Shiri, Kawkab Shishani, Ivy Shiue, Mark G Shrime, Inga Dora Sigfusdottir, Diego Augusto Santos Silva, Dayane Gabriele Alves Silveira, Jonathan I Silverberg, Edgar P Simard, Shireen Sindi, Abhishek Singh, Jasvinder A Singh, Prashant Kumar Singh, Erica Leigh Slepak, Michael Soljak, Samir Soneji, Reed J D Sorensen, Luciano A Sposato, Chandrashekhar T Sreeramareddy, Vasiliki Stathopoulou, Nadine Steckling, Nicholas Steel, Dan J Stein, Murray B Stein, Heidi Stöckl, Saverio Stranges, Konstantinos Stroumpoulis, Bruno F Sunguya, Soumya Swaminathan, Bryan L Sykes, Cassandra E I Szoeke, Rafael Tabarés-Seisdedos, Ken Takahashi, Roberto Tchio Talongwa, Nikhil Tandon, David Tanne, Mohammad Tavakkoli, Belaynew Wasie Taye, Hugh R Taylor, Bemnet Amare Tedla, Worku Mekonnen Tefera, Teketo Kassaw Tegegne, Dejen Yemane Tekle, Abdullah Sulieman Terkawi, J S Thakur, Bernadette A Thomas, Matthew Lloyd Thomas, Alan J Thomson, Andrew L Thorne-Lyman, Amanda G Thrift, George D Thurston, Taavi Tillmann, Ruoyan Tobe-Gai, Myriam Tobollik, Roman Topor-Madry, Fotis Topouzis, Jeffrey Allen Towbin, Bach Xuan Tran, Zacharie Tsala Dimbuene, Nikolaos Tsilimparis, Abera Kenay Tura, Emin Murat Tuzcu, Stefanos Tyrovolas, Kingsley N Ukwaja, Eduardo A Undurraga, Chigozie Jesse Uneke, Olalekan A Uthman, Aaron van Donkelaar, Jim van Os, Yuri Y Varakin, Tommi Vasankari, J Lennert Veerman, Narayanaswamy Venketasubramanian, Francesco S Violante, Stein Emil Vollset, Gregory R Wagner, Stephen G Waller, JianLi Wang, Linhong Wang, Yanping Wang, Scott Weichenthal, Elisabete Weiderpass, Robert G Weintraub, Andrea Werdecker, Ronny Westerman, Harvey A Whiteford, Tissa Wijeratne, Charles Shey Wiysonge, Charles D A Wolfe, Sungho Won, Anthony D Woolf, Mamo Wubshet, Denis Xavier, Gelin Xu, Ajit Kumar Yadav, Bereket Yakob, Ayalnesh Zemene Yalew, Yuichiro Yano, Mehdi Yaseri, Pengpeng Ye, Paul Yip, Naohiro Yonemoto, Seok-Jun Yoon, Mustafa Z Younis, Chuanhua Yu, Zoubida Zaidi, Maysaa El Sayed Zaki, Jun Zhu, Ben Zipkin, Sanjay Zodpey, Liesl Joanna Zuhlke et Christopher J L Murray, « Global, regional, and national comparative risk assessment of 79 behavioural, environmental and occupational, and metabolic risks or clusters of risks, 1990-2015: a systematic analysis for the Global Burden of Disease Study 2015. », The Lancet, Elsevier, vol. 388, no 10053,‎ 1er octobre 2016, p. 1659-1724 (ISSN 0140-6736 et 1474-547X, OCLC 01755507, PMID 27733284, PMCID 5388856, DOI 10.1016/S0140-6736(16)31679-8).

## Vie privée
Weiderpass est une citoyenne naturalisée  suédoise et finlandaise Elle est mariée à Harri Uolevi Vainio, professeur à l' Université du Koweït . 